# Provincia de Ang Thong
Ang Thong (en tailandés: อ่างทอง) es una de las provincias de Tailandia que limitada, en el sentido de las agujas del reloj, con las provincias de Sing Buri, Lopburi, Ayutthaya y Suphanburi.

## Geografía
Ang Thong es un territorio muy llano, atravesado por el Chao Phraya y el río Noi. Carece de montañas y bosques, y consiste principalmente en tierras agrícolas. Los dos ríos, junto con muchos canales (khlongs), proporcionan suficiente agua para el cultivo del arroz.

## Historia
Ang Thong fue históricamente conocida como Wiset Chai Chan, ubicada en la ribera del río Noi. Se formó una importante ciudad fronteriza del reino de Ayutthaya durante las guerras con Birmania, dado que el río Noi río sirve como un obstáculo natural para el avance de las tropas. 
Durante el reinado del rey Taksin, después de la caída de Ayutthaya, la principal ciudad de la provincia se trasladó a la vera del río Chao Phraya, y se le llamó Ang Thong (Cuenca de oro) por el dorado del arroz que se cultiva en la zona. 

## Símbolos
El emblema provincial muestra algunas espigas doradas de arroz en un tazón de agua. Simboliza la fertilidad de la provincia como uno de los principales productores de este alimento. El árbol provincial es el Diospyros malabarica.

## División administrativa
La provincia se divide e 7 distritos (amphoe) que, a su vez, se dividen en 81 comunas  (tambon) y 513 aldeas (muban).
| 1. Mueang Ang Thong 2. Chaiyo 3. Pa Mok 4. Pho Thong | 1. Sawaeng Ha 2. Wiset Chai Chan 3. Samko |